# Вортекс (филм)
Вортекс је психолошки драмски филм из 2021. у режији Гаспара Ноеа. Филм је премијерно приказан у секцији Канске премијере на Филмском фестивалу у Кану 2021. године.

## Радња
Филм се врти око борбе старијег пара у погоршању здравља и њиховог сина који даје све од себе упркос значајним личним проблемима.

## Издање
У августу 2021. филм је продат Утопији за дистрибуцију у САД. Предвиђено је да буде објављен у ИФЦ центру 29. априла 2022., након чега следи проширење на остатак САД 6. маја 2022. године.

## Пријем
Агрегатор рецензија Ротен Томатос је израчунао 95% рејтинга одобравања на основу 20 рецензија и добио просечну оцену 7,80/10. На Метакритику, то је филму дало просечну оцену од 81 од 100, што указује на „универзално признање“.